# Homoneura ozerovi
Homoneura ozerovi är en tvåvingeart som beskrevs av Shatalkin 1993. Homoneura ozerovi ingår i släktet Homoneura och familjen lövflugor. Inga underarter finns listade i Catalogue of Life.